# Honczarne (obwód chersoński)
Honczarne (ukr. Гончарне) – przysiółek na południu Ukrainy, w obwodzie chersońskim, w rejonie biłozerskim. 70 mieszkańców.